# Perophora
Perophora is een geslacht uit de familie Perophoridae en de orde Phlebobranchia uit de klasse der zakpijpen (Ascidiacea).

## Soorten
- Perophora annectens Ritter, 1893
- Perophora bermudensis Berrill, 1932
- Perophora carpenteria Goodbody, 1994
- Perophora clavata Kott, 1985
- Perophora euphues (Sluiter, 1895)
- Perophora hornelli Herdman, 1906
- Perophora hutchisoni Macdonald, 1859
- Perophora jacerens (Tokioka, 1954)
- Perophora japonica Oka, 1927 = Japanse zakpijp
- Perophora listeri Wiegman, 1835
- Perophora longicaulis Kott, 2003
- Perophora modificata Kott, 1985
- Perophora multiclathrata (Sluiter, 1904)
- Perophora multistigmata Kott, 1952
- Perophora namei Hartmeyer & Michaelsen, 1928
- Perophora psammodes (Sluiter, 1895)
- Perophora regina Goodbody & Cole, 1987
- Perophora sabulosa Kott, 1990
- Perophora sagamiensis Tokioka, 1953
- Perophora senegalensis Pérès, 1951
- Perophora tokarae (Tokioka, 1954)
- Perophora virgulata Monniot C., 1997
- Perophora viridis Verrill, 1871

Niet geaccepteerde soorten:
- Perophora africana Millar, 1953 → Perophora multiclathrata (Sluiter, 1904)
- Perophora boltenina Michaelsen, 1922 → Perophora hutchisoni Macdonald, 1859
- Perophora dellavallei Neppi, 1921 → Perophora viridis Verrill, 1871
- Perophora fascia Monniot C., 1991 → Perophora bermudensis Berrill, 1932
- Perophora fasciata Monniot C., 1991 → Perophora bermudensis Berrill, 1932
- Perophora formosana (Oka, 1931) → Perophora multiclathrata (Sluiter, 1904)
- Perophora orientalis Ärnbäck, 1935 → Perophora multiclathrata (Sluiter, 1904)